# خط همپتون کورت برانچ
خط همپتون کورت برانچ (به انگلیسی: Hampton Court Branch Line) یکی از خطوط راه‌آهن در کشور انگلستان است.
این خط از شهر تیمز دیتون شروع شده و در شهر المبریج به پایان میرسد.